# Club Deportivo San Marcos de Arica
El Club Deportivo San Marcos de Arica es un club de fútbol de Chile de la ciudad de Arica en la Provincia de Arica, Región de Arica y Parinacota. Fue fundado el 14 de febrero de 1978 como «Norte-Arica». Actualmente juega en la Liga de Ascenso de Chile.
Denominado originalmente como «Norte-Arica» y luego «Club de Deportes Arica», fue inscrito en la actual Primera B, en la que participó durante cuatro años, desde 1978 a 1981, año en que fue campeón y ascendió por primera vez a Primera División. Se mantuvo en la máxima categoría durante cuatro temporadas, ya que en 1985 descendió nuevamente a Segunda División. 
En 2005, el club cayó a Tercera División y fue refundado bajo el nombre de San Marcos de Arica. En 2007, tras haber permanecido dos temporadas en dicha categoría, se proclamó campeón y volvió a Primera B. En 2012, el club ganó el campeonato anual de Primera B y ascendió por segunda vez en su historia a Primera División. Sin embargo, permaneció en la máxima categoría hasta 2013, ya que volvió nuevamente a Primera B, debido al sistema de descenso programado.
Al año siguiente el club ascendió nuevamente a Primera División con un empate frente a Lota Schwager. Sin embargo, volvió a descender luego de dos temporadas consecutivas en la Primera División. En 2018 terminó descendiendo a la Segunda División Profesional, la actual tercera categoría dentro del sistema de ligas del fútbol chileno. Sin embargo, su estadía en esta categoría solo duró una temporada, puesto que resultó campeón de la división debido a la conclusión anticipada de la misma, confirmando su vuelta a la Primera B de Chile.
Los colores que identifican al club son el celeste, el azul y el blanco y, secundariamente, el rojo. En tanto, su escudo reproduce la imagen del morro de Arica y una letra «A» en gran tamaño.
A la fecha, el club posee 3 títulos de Segunda División o Liga de Ascenso, 2 de la Segunda División Profesional, 1 del Campeonato de Apertura de Segunda División y 1 de Tercera División. Otros títulos incluyen 2 Campeonatos de Primera B.
Ejerce de local en el Estadio Carlos Dittborn, recinto mundialista, de propiedad municipal, que posee una capacidad de 9625 espectadores y que lleva el nombre del dirigente deportivo Carlos Dittborn.
Su clásico rival es Deportes Iquique, llamado el clásico del norte.

## Historia

### Fundación y primeros años
Los primeros atisbos del club se remontan a 1968, cuando el extinto Club Sportiva Italiana Portuaria de la ciudad de Arica, solicitó a la Federación de Fútbol de Chile, el cambio de nombre por el de Club de Deportes Arica; no obstante, el sueño se postergó por diez años.
Entre el 6 de enero al 4 de febrero de 1978, desde Santiago, hubo una propuesta de fusión por parte de Ferroviarios, luego que este perdiera la categoría, en la que se ofreció primero el nombre de Ferro-Norte, y luego el de Ferro-Arica, y a varios jugadores experimentados para reforzar al club. Esta fusión finalmente no se concretó, pero sí llegaron jugadores provenientes de aquel club, como Jorge Cabrera, los hermanos Escanilla, Cifuentes, Peña, los arqueros Luis Duarte, Luis Díaz, Jorge Aravena, Bruno Morales, Fernando Astudillo, Víctor Adriazola, el goleador uruguayo Eduardo Esquivel y Julio Guerrero, Patricio Reyes, Alfredo Henríquez, quienes se sumaron a jugadores locales como Juan Orlando Arias, Adrián «Cogote» Pérez, René Rojo, Alejandro «Chueco» Silva, Juan «Pelao» Díaz, «Tiburón» Guerra, Roberto Pratty, Juan Rodríguez, Renato Echevers, Gonzalo Pango, Carlos Rodríguez y David «Negro» Henríquez. Para la dirección técnica del primer equipo y para sentar las bases de las series cadetes, fue contratado Jorge Luco, entrenador formado en Universidad Católica junto a Manuel Muñoz Guido Cornejo, y como P. F. Adolfo Robles.
Finalmente, el 14 de febrero de 1978, gracias a las gestiones de los dirigentes ariqueños de los clubes Arica Portuario y Norte Unido, fue fundado el primer club de fútbol profesional de Arica, lo cual se consolidó con una invitación de la Asociación Central de Fútbol de Chile (actual ANFP) para participar en el campeonato de la Segunda División de ese año, en calidad de invitado, sin ascenso ni descenso. El primer nombre de la institución, propuesto por el presidente de Norte Unido, Alberto Serrano, fue Norte-Arica, denominación con la cual fue inscrita en el campeonato.
Pese a que el cuadro ariqueño comenzó su participación en el campeonato como Norte-Arica, el 4 de marzo su nombre cambió al de Club de Deportes Arica. Su primer partido oficial lo disputó en el Estadio Carlos Dittborn, ante Iberia, en el que cayó derrotado por 2-0. Aquel año, el «CDA» terminaría en la undécima posición de 19 equipos, con 35 puntos.
En 1979, Deportes Arica estuvo a punto de conseguir el ascenso, luego de haber logrado un tercer puesto en el torneo, que le permitió acceder a la liguilla de promoción. En su debut en la última instancia, jugada en el verano de 1980 y que tuvo como sede a la ciudad de Arica, venció por 3-1 a Independiente de Cauquenes, pero cayó por 0-1 ante Audax Italiano e igualó sin goles con Santiago Wanderers. En la tabla final de la liguilla, el club terminó en la tercera posición, por lo que debió permanecer un año más en Segunda División.

### Campeonato de Segunda
En 1981, bajo la dirección técnica de Alicel Belmar, el «CDA» ganó la edición de ese año del Campeonato de Apertura de la Segunda División de Chile, cuyo trofeo era la Copa Polla Gol, luego de vencer en la final a Santiago Morning por 4-1, en el Estadio Carlos Dittborn. Además, el club ascendió por primera vez en su historia a Primera División a tres fechas antes del término del campeonato, el cual ganó con un total de 54 puntos y una campaña de 20 partidos ganados, 12 empatados y 10 perdidos. En el plantel de ascenso destacaron jugadores como Carlos Rodríguez, Mauro Meléndez, Luis Navarro, Adrián Pérez, Juan Orlando Arias, Cristián Sasso, René Jara, Alex Castillo, Héctor Moscoso, Manuel Leal, Eduardo Vicentello, Hernán Ibarra, Carlos Díaz, João Ananías, Jorge Cabrera, Francisco Valdés y el argentino Jorge Eduardo Bianco, entre otros. Por último, el 31 de enero de 1982, como campeón de Segunda División de la temporada 1981, Deportes Arica jugó un partido amistoso contra el campeón de Primera División, Colo-Colo, en el Estadio Carlos Dittborn, ante 15 140 personas: el conjunto ariqueño venció a los albos por 3-2 y se adjudicó el Trofeo La Tercera.
En su primera campaña en Primera División, el club terminó en el décimo lugar de la tabla del campeonato de 1982, con 28 puntos, posición que repitió en 1983. Uno de sus mayores logros fue haber derrotado nuevamente a Colo-Colo, esta vez por el torneo oficial de 1984 y en el propio Estadio Nacional, por 3-1, además de haber alcanzado la cuarta ubicación de la Zona Norte del campeonato.
Algunas de las figuras en esos años fueron Miguel Ángel Alegre y Luis «Catata» Molina, además de jugadores experimentados como el arquero mundialista en Alemania, Leopoldo Vallejos; el exdelantero derecho de Universidad de Chile y Unión Española, Jorge Neumann; y el excentral de Colo-Colo, Rafael González, entre otros.

### Descenso a Segunda División
Sin embargo, en el torneo de 1985, el equipo no pudo obtener buenos resultados y, tras perder en el Estadio Carlos Dittborn por 1-2 ante Cobreloa, que a su vez se proclamó campeón, terminó en el penúltimo lugar, con 27 puntos, y descendió a Segunda División, hecho que significó la pérdida de la máxima categoría por primera vez en su historia.
En su retorno a Segunda División, el conjunto ariqueño realizó una positiva campaña en el campeonato de 1988, en el cual, tras haber terminado segundo en la liguilla de ascenso de la Zona Norte, disputó la Liguilla de Promoción junto con O'Higgins y Deportes Temuco, en Valparaíso. Sin embargo, finalizó en la segunda posición, detrás de O'Higgins, y resignó sus opciones de ascender. En esa temporada destacó el puntero izquierdo argentino, Horacio Simaldone.
Los traspiés deportivos, sumados a una continua desfinanciación del club, hicieron que perdiera la categoría de Primera B en 2005, y con esto se condenaba a su desaparición, ya que el torneo del fútbol amateur en Chile abarcaba solo desde la Región de Coquimbo hasta la Región de Los Lagos.

### La lucha por sobrevivir
El año 2005 se convirtió en uno de los años más negros de lo que va la historia del club, luego de 3 años sin descenso producto de transformaciones en el sistema de campeonato del fútbol chileno, se estableció que el año 2005 existiría un “descenso programado” el cual se contarían las campañas de las últimas 3 temporadas y luego de allí se sacaría un promedio, esto perjudico a la tienda celeste quien el año 2003 por malas prácticas administrativas había resultado castigado con 24 puntos. Es decir para no caer en Tercera División el club de la puerta norte debía a lo menos coronarse campeón o en su defecto lograr el ascenso a la división de honor en 2005.
Para lograr este objetivo el club lanzó una campaña de salvación llamada “Vencer o Vencer”, en donde incluso el logo de la institución y la camiseta fueron cambiadas durante ese año. Ese año Deportes Arica logró tener la planilla más costosa de la categoría, teniendo entre sus filas a jugadores de lujo como el mundialista en Francia 1998 y exazul, Cristián Castañeda, el excruzado Manuel López, el exRangers Erwin Concha, Mauricio Arias, Marcelo Suárez, Fabián Muñoz, y Héctor Pericás entre otros.
Lamentablemente las cosas no se dieron como se esperaban, inclusive con cambio de técnico a mitad de temporada el objetivo no se pudo alcanzar, aunque se estuvo a solo 1 punto de lograr el cupo a liguilla de promoción.
Si bien la dirigencia del club trató de evitar el descenso, este no fue posible. El problema de jugar en tercera división serían los grandes costos que esto implicaría, ya que hasta ese entonces el grosor de los clubes de esta categoría eran pertenecientes a la zona sur de Chile, siendo solo Iquique el único club del norte. Fue tal la desesperación que incluso se mantuvieron conversaciones con la asociación del fútbol peruano, para que Deportes Arica jugara en la primera división del país vecino. En julio de 2005 los dirigentes del club iniciaron conversaciones para integrarse a la Liga Peruana de Fútbol. Se entrevistaron en Tacna con los dirigentes de los equipos peruanos Coronel Bolognesi Fútbol Club, Sporting Cristal y Universitario. Su incorporación empezaría en la Liga de Tacna, pero con la ventaja de hacerlo en la fase final, es decir, enfrentando a los campeones de Tacna, Ilo, Moquegua y Arequipa, ciudades cercanas a Arica, pero finalmente en marzo de 2006 la dirigencia ariqueña desestimó la iniciativa.
Después de múltiples negociaciones, comandadas por gente de Arica, se logró crear un torneo con representativos de las regiones de Tarapacá y de Antofagasta, constituyéndose así la Zona Norte de la Tercera División, que componía a nueve clubes. Además, Deportes Arica cambió su nombre por el de «Club Deportivo San Marcos de Arica».
Tras un buen primer semestre en el torneo 2006 de la Tercera División, en el segundo semestre no lograron ascender: pasaron a la segunda ronda, pero perdieron el primer partido como locales por 1-0 y el segundo como visitantes por 2-1 ante Hosanna de Santiago.

### El regreso a Primera B
El 2 de diciembre de 2007, en la cancha del Estadio Municipal Jorge Silva Valenzuela de San Fernando, San Marcos de Arica regresó al profesionalismo tras empatar 1-1 ante Colchagua, gracias a un cabezazo de Juan Carlos Espinoza. Con este resultado, los ariqueños se proclamaron campeones de la Tercera División 2007 y retornaron a la Primera B. La oncena titular fue conformada por Kroll Albiña en el pórtico; Patricio Huerta, Cristopher López, Juan Carlos Espinoza y Eric Rubio en la defensa; Juan Carlos Zúñiga, Miguel Ángel Neira, Jorge Elizondo, Cristopher Pulgar en el mediocampo; y Leandro Opazo y Sebastián Calderón en la ofensiva.
Si en 2009, tuvo una digna participación en Primera B, en el Torneo de Primera B 2009, el club alcanzó el cuarto puesto con 7 victoria, 6 empates y 6 derrotas en el torneo de apertura y en el torneo de clausura obtuvo el sexto puesto, lo que le daba el cuarto puesto en la tabla general, con lo que le alcanzó para disputar la Liguilla de Promoción contra Palestino. El día 2 de diciembre perdió 0-2 contra el equipo de Primera División, 4 días más tarde San Marcos obtuvo una victoria de 2-0 ante Palestino con goles de Gálvez y Celedón. En la tanda de penales, el equipo ariqueño cae derrotado, por 2-4 con goles de González, Pérez y los otros dos errados por Montecinos y González.

### Regreso a Primera y descenso anticipado
La historia de San Marcos de Arica se vería una vez más coronada con el máximo logro obtenido hasta ahora, y es nada más ni nada menos que el tricampeonato de Primera B el 2012, de la mano del experimentado estratega, Don Luis Marcoleta y de un vasto grupo de jugadores como: Mauricio Segovia, Renato González, Ángelo González, José Martínez, Sebastián Rivera, el meta Jorge Deschamps, Cristián Olguin, los brasileños Robinson Rodrigues y Deivid Soares “DVD”, los argentinos Nicolás Villafañe y Pablo Francés; y la permanencia de Joel Estay, Pedro Carrizo, José Pedrozo, Daniel Briceño, Néstor Contreras, Marcelo Medina, Augusto Barrios, Fabián Muñoz, Rafael Celedón, y Alejandro Elías Flores, el cuadro ariqueño se consagró campeón del campeonato de Apertura de la Primera B tras igualar en Concepción 0-0 en la última fecha. Con este título el elenco del Santo se asegura una súper-final por el ascenso ante el campeón del Clausura, de perderla disputaría Liguilla de Promoción ante un elenco de la Primera División.
Para el Clausura 2012 llegan a reforzar al equipo el volante argentino Fernando Méndez, el delantero Roberto Castillo, y el ex San Marcos 2011 Francisco Piña-
El 4 de noviembre de 2012, de la mano del entrenador Luis Marcoleta, San Marcos de Arica logró un agónico triunfo en su cancha, frente a Deportes Concepción por 2-1, con anotaciones de Mauricio Segovia y Francisco Piña, más el descuento de Milton Alegre. Este triunfo lo coronó campeón de la edición 2012 de la Primera B de Chile, ascendiendo luego de 27 años a Primera División (categoría en que no estaba desde 1985). El equipo ariqueño no solo ganó el Torneo de Clausura y el campeonato anual, sino que también el Torneo de Apertura, tras empatar sin goles como visitante ante el mismo rival.
El 27 de diciembre se confirmaron los refuerzos: Renato Ramos, Juan Toloza, Ronald de la Fuente, Francisco Ibáñez, Gerardo Cortés, Luis Acuña, Diego Opazo, Cristián Reynero, Fernando López, Isaías Peralta, Daniel Mustafa, Nicolás Trecco y Pablo Reinoso para afrontar la temporada 2013 en la Primera División de Chile.
El desempeño de los ariqueños en el Torneo Transición no fue suficiente para evadir el drástico sistema de descenso programado, que con tan solo 17 fechas jugadas los podía mandar nuevamente a la Primera B. En la penúltima fecha, y con la derrota 3-1 frente a Deportes Antofagasta en el Estadio Regional Calvo y Bascuñán, finalmente se consumó el retorno del cuadro nortino a la Serie B del fútbol chileno.

### Regreso a Primera y nuevo descenso
Al conjunto ariqueño le bastaba un empate ante Lota Schwager para volver a primera división, válido por la fecha 38 de la Primera B, encuentro que terminó 1-1 con goles de Renato González y Jonathan Novoa, quien puso la paridad para los lotinos, otorgándole el ascenso a primera división a San Marcos después de un año en la Primera B. 
En el año 2015, fue finalista de la Liguilla Pre-Sudamericana o Postemporada de esa temporada. En esa llave decisiva enfrentó a Universidad Católica. En el dueño de ida se impuso por 3-1. Sin embargo, en el duelo de revancha, disputado en San Carlos de Apoquindo, perdió por el mismo marcador, y fue necesario definir la clasificación a Copa Sudamericana mediante lanzamientos penales, instancia donde cedió su opción al caer por 6-5.
Para la temporada 2015-16, la llegada de Marco Antonio Figueroa a la banca del Santo, si bien revolucionó el ambiente, no fue suficiente para que el equipo despegara de las posiciones de retaguardia en el Apertura 2015. Peor aún, en el Clausura 2016 realizaron una horrible campaña que, tras el despido de Marco Antonio Figueroa del banco nortino y la llegada de Emiliano Astorga, no tuvo frutos en materia de resultados. Es así como la derrota ante su clásico rival, Deportes Iquique, los terminó complicando en la tabla acumulada, lo que se consumó la noche del 29 de abril de 2016 con la derrota como local por 3 a 2 ante Palestino, sumada al empate de Deportes Antofagasta con San Luis de Quillota y el empate entre Unión Española y Cobresal en la capital, resultados que le significaron su descenso a la Primera B de Chile para la temporada siguiente, con un total de 29 puntos en las 30 fechas totales y con una diferencia de goles igual a la de los quillotanos (-9), claro que los ariqueños marcaron solo 28 goles contra 40 de los "canarios".

### Breve paso por la Segunda División
En el Torneo de Transición de 2017 el cuadro ariqueño se mostró irregular. De la mano del entrenador Ariel Pereyra, el equipo no pudo ratificar su buen inicio en las tres primeras fechas terminó el año en el décimo lugar de la tabla.
Para 2018 se esperaba una mejoría en los resultados. Para ello se contrató al director técnico Luis Musrri, quien venía de haber trabajado en la Universidad de Chile. San Marcos no tuvo un buen rendimiento y despidió a Musrri en julio de ese mismo año. En su reemplazo llegó el experimentado Hernán Godoy, quien tenía como objetivo evitar el descenso a la Segunda División Profesional. Pese a que con Clavito el equipo luchó hasta el final, terminó perdiendo la categoría en la última fecha con el empate 2-2 que selló con Santiago Wanderers en el Estadio Elías Figueroa Brander de Valparaíso.
Para el 2019 se armó un equipo para recuperar lo más pronto posible la categoría, se contrato al técnico Felipe Cornejo y jugadores claves que tenían trayectoria por la Segunda División de Chile y jugadores destacados. Entre ellos destacan, Nery Veloso, Renato González , Camilo Melivilu , Robert Gonzalez a la cual disputaron el torneo, liderando gran parte la tabla de la fase regular 2019, finalizando sobre 10 puntos de diferencia de su más cercano seguidor que era Colchagua. En la liguilla de ascenso fue la misma tónica, San Marcos de Arica lideró indiscutiblemente la tabla.
Durante las Protestas en Chile de 2019 el campeonato en su totalidad de divisiones se paralizó el 18 de octubre de 2019. El día 29 de noviembre de 2019, tras un consejo de directores en la ANFP se decide dar por terminados todos los campeonatos nacionales y no declarar campeones en la Segunda División de Chile y Primera B de Chile y así mismo se niega los ascensos a los campeones, tras nuevos consejos en la ANFP, se decide declarar a San Marcos de Arica campeón de la Segunda División de Chile y el ascenso a la Primera B de Chile. Cabe señalar que San Marcos de Arica lideró en su totalidad ambas tablas, ya sea la regular y de ascenso.

### Descenso a Segunda División
El día lunes 8 de noviembre de 2021 la Primera Sala del Tribunal de Disciplina de la ANFP decidió castigar por unanimidad a San Marcos de Arica por la mala inscripción del juvenil Zederick Vega. 
Este castigo implicó el descenso directo para el elenco nortino, porque quedó último en la tabla de posiciones con 15 puntos, a falta de una fecha para el término del torneo, permitiéndole al Athletic Club Barnechea, quien era su más cercano contrincante con 24 puntos, mantener la categoría y quedarse en la Primera B.

## Administración

### Presidentes
| - 1978: Luis Carmona Molina - 1979: Manuel Castillo Ibaceta - 1980: Armando Poblete Seguel - 1981: Enrique Pinto Medina - 1981: Octavio Letelier Bobadilla - 1982: Enrique Pinto Medina - 1983: Santiago Arata Gandolfo - 1984-1986: Carlos Ferry Campodónico - 1986: Enrique Cuesta Ortigoza - 1987-1989: Alfredo Gardilcic Gómez - 1990: Miguel Hernández - 1991: Nino Baltolu | - 1992-1993: Carlos Ferry Campodónico - 1994: Werner Sabini - 1994-1996: Carlos Ferry Campodónico - 1996: César Peña Cerda - 1997: Iván Paredes - 1998-2000: Salvador Coluccio Izzo - 2001-2003: Carlos Ferry Campodónico - 2003-2004: Rómulo Ruíz Merino - 2004-2004: Ricardo Salas Palacios - 2005-2021: Carlos Ferry Campodónico - 2021-presente: David Ramos |

## Uniforme
Los colores de la camiseta del uniforme de San Marcos de Arica, celeste y azul, se han mantenido desde su existencia y solo han sufrido mínimos cambios en las tres divisiones en que ha jugado, cosa opuesta que ha ocurrido con el pantalón y las medias, ya que se han usado en ocasiones de color celeste y otras de color blanco. Desde 2011, el club incorporó la wiphala en la parte inferior de su camiseta, como símbolo representativo del pueblo aimara.
| Primer | ver evolución | Actual |

## Estadio
El Estadio Carlos Dittborn fue inaugurado en el 15 de abril de 1962. En él se disputan los partidos que San Marcos de Arica y Universidad de Tarapacá juegan como locales.
El estadio fue creado por iniciativa de la Junta de Adelanto de Arica, en respuesta a la deserción de Antofagasta como sede representante del norte de Chile. Como anécdota, la Municipalidad de Arica acordó racionamiento de agua para la ciudad por tres días a la semana para que el pasto creciera en óptimas condiciones para el desarrollo del mundial. Los organizadores del mundial de 1962 escogieron a la norteña ciudad de Arica, pensando en la segura clasificación del Perú que vendría con su hinchada por su cercanía a la frontera con ese país, pero finalmente fue Colombia, que eliminó al Perú contra todo el pronóstico.
El nombre del estadio, que fue una de las sedes de la Copa Mundial de 1962, es en honor del dirigente deportivo Carlos Dittborn Pinto, presidente de la CONMEBOL y del comité organizador que falleció días antes de la inauguración del mismo.
La superficie es de césped natural, cuenta con iluminación, pista de recortán y camarines. Es un estadio cómodo y su capacidad es de 9625 espectadores.
El club también hizo de local en el mini-estadio «Alfredo Rossi Montana», instalado en la cancha 3 del Estadio Carlos Dittborn, a fin de mejorar este último recinto, haciendo uso de butacas, techado y el mejoramiento de la iluminación. El nuevo estadio Estadio Carlos Dittborn se reinauguró en el año 2011, por lo tanto, San Marcos de Arica cuenta con un estadio acorde con su historia deportiva.

## Datos del club
- Temporadas en 1.ª: 7 (1982-1985; 2013; 2014/15-2015/16).
  - Mejor puesto en Primera División: 4º (1984), con 30 puntos (26 PJ; 11 PG; 8 PE; 7 PP; 36 GF; 33 GC).
  - Peor puesto en Primera División: 19º (1985), con 27 puntos (38 PJ; 7 PG; 13 PE; 18 PP; 40 GF; 58 GC).
  - Máximo goleador en Primera División: Jorge Cabrera - 44 goles (1982-1985)

- Temporadas en 1.ªB: 36 (1978-1981; 1986-2005; 2008-2012; 2013/14; 2016/17-2018; 2020-2021; 2023-).
  - Mejor puesto en Primera B: 1° (1981, 2012, 2013/14)
  - Peor puesto en Primera B: 16° (2018)
  - Máximo goleador en Primera B: Joel Estay - 47 goles (2010-2014)

- Temporadas en 2.ª: 2 (2019, 2022)

- Temporadas en 3.ª: 2 (2006-2007).
  - Mejor puesto en Tercera División: 1° (2007)
  - Peor puesto en Tercera División: 10° / 2.ª fase (2006)
  - Máximo goleador en Tercera División: Christopher Pulgar - 22 goles (2007)

## Jugadores

### Plantilla 2025
- Por disposición de la Asociación Nacional de Fútbol Profesional (ANFP), los equipos chilenos en la Liga de Ascenso están limitados a tener en su plantel un máximo de cinco futbolistas extranjeros, más un juvenil extranjero inscrito en el fútbol formativo desde el año 2023.
- Por disposición de la ANFP, el número de las camisetas no puede sobrepasar al número de jugadores inscritos.
- Por disposición de la ANFP, el plantel debe utilizar al menos 1890 minutos a juveniles chilenos nacidos a partir del 1 de enero de 2004.

### Altas 2025
| Jugador             | Posición      | Procedencia         | Tipo            |
| ------------------- | ------------- | ------------------- | --------------- |
| Nicolás Temperini   | Portero       | Deportivo Madryn    | Libre           |
| Martín Dedes        | Portero       | Unión San Felipe    | Libre           |
| Diego Bravo         | Defensa       | Barnechea           | Libre           |
| Ítalo Müller        | Defensa       | Unión San Felipe    | Traspaso        |
| Alejandro Contreras | Defensa       | Nueva Chicago       | Libre           |
| Guillermo Cubillos  | Defensa       | San Luis            | Préstamo        |
| Franco Ledesma      | Defensa       | Agropecuario        | Libre           |
| Matías Moya         | Defensa       | Colchagua           | Fin de préstamo |
| Camilo Rencoret     | Mediocampista | Deportes Santa Cruz | Libre           |
| Diego Plaza         | Mediocampista | Coquimbo Unido      | Préstamo        |
| Facundo Velazco     | Mediocampista | Nacional            | Libre           |
| Camilo Melivilu     | Delantero     | Deportes Temuco     | Libre           |
| Alfredo Ábalos      | Delantero     | Rangers             | Libre           |
| Cristian Valenzuela | Delantero     | General Velásquez   | Libre           |

### Bajas 2025
| Jugador           | Posición      | Destino              | Tipo            |
| ----------------- | ------------- | -------------------- | --------------- |
| Claudio Abarca    | Portero       | Deportes Rengo       | Libre           |
| Hugo Rojo         | Defensa       | Cobreloa             | Libre           |
| Brayams Viveros   | Defensa       | Deportes Antofagasta | Libre           |
| Daniel Vicencio   | Defensa       | Provincial Osorno    | Libre           |
| Gonzalo Medina    | Defensa       | General Velásquez    | Libre           |
| Mikel Arguinarena | Mediocampista | Deportes Recoleta    | Traspaso        |
| Felipe Báez       | Mediocampista | Deportes Antofagasta | Libre           |
| Enzo Riquelme     | Mediocampista | Colo-Colo            | Fin de préstamo |
| Bastián Araya     | Mediocampista | Oriental             | Préstamo        |
| Camilo Vilches    | Delantero     | Brujas de Salamanca  | Libre           |
| Matías Zamora     | Delantero     | Brujas de Salamanca  | Libre           |
| Nicolás Rivera    | Delantero     | Provincial Ovalle    | Préstamo        |
| Diego Bravo       | Delantero     | Provincial Ovalle    | Préstamo        |

### Distinciones
- Goleador del Campeonato de Apertura de la Segunda División de Chile (2):
  -  Orlando Arias (1): 8 (1979).
  -  Hermes Navarro (1): 19 (1990).
- Goleador de la Segunda División Profesional (1):
  -  Nahuel Donadell (1): 12 (2019).

## Entrenadores

### Cronología
- Jorge Luco (1978)
- Manuel Muñoz (1978)
- Isaac Carrasco (1979)
- Pedro García (1979)
- Claudio Ramírez (1980)
- Jorge Casanova (1980)
- Manuel Rodríguez (1980)
- Manuel Muñoz (1980)
- Alicel Belmar (1981)
- Ramón Estay (1982-1984)
- Adolfo Robles (1984-1985)
- Ramón Estay (1985)
- Hernán Godoy (1986)
- Manuel Muñoz (1986-1987)
- Luis Ramírez (1988)
- Aurelio Valenzuela (1989)
- Alicel Belmar (1989)
- Hugo Solís (1990)
- Jorge Molina (1990)
- Hernán Godoy (1990)
- Daniel Díaz (1991)
- Adolfo Robles (1991)
- Leonel Herrera (1992)
- Hernán Godoy (1993)
- Hernán Ibarra (1994)
- Hernán Godoy (1994)
- Adolfo Robles (1995)
- Osvaldo Hurtado (1995)
- Esaú Bravo (1996)
- Hernán Ibarra (1996)
- Eugenio Jara (1997)
- Hugo Solís (1997)
- Rolando García (1998)
- Jaime Carreño (1998-1999)
- Hernán Godoy (2000)
- Adolfo Robles (2001)
- Luis Santibáñez (2001)
- Carlos Medina (2002)
- Jaime Carreño (2002)
- Carlos Molina (2003)
- Hernán Ibarra (2003)
- Carlos Medina (2004)
- Germán Cornejo (2004)
- Sergio Nichiporuk (2005)
- Juan Ubilla (2005)
- Manuel Soto (2006)
- Miguel Alegre (2007)
- Orlando Mondaca (2008-2009)
- Hernán Godoy (2009-2010)
- Hernán Ibarra (2011)
- Luis Marcoleta (2011-2014)
- Fernando Díaz (2014)
- Kenny Mamani (2014)
- Fernando Vergara (2015)
- Marco Antonio Figueroa (2015-2016)
- Emiliano Astorga (2016)
- Ariel Pereyra (2017)
- Luis Musrri[13] (2018)
- Hernán Godoy (2018)
- Felipe Cornejo (2019)
- Hernán Peña (2020-2022)
- Francisco Arrué (2023)
- Víctor Barría (2023-2024)
- Germán Cavalieri (2024-)

## Palmarés

### Torneos nacionales
- Segunda División de Chile/Primera B de Chile (3): 1981,[nota 1] 2012, 2013-14.
- Segunda División Profesional (2): 2019, 2022
- Campeonato de Apertura de la Segunda División de Chile (1): 1981.[nota 1]
- Tercera División de Chile (1): 2007.
- Subcampeón de la Primera B de Chile (2): 2016-17.

### Torneos amistosos nacionales
- Copa de Campeones (1): 1981.[nota 2]
- Copa Líder (1): 2005.[14]
- Copa de los 50 años del Mundial de 1962 (1): 2012.[nota 3]